# 小行星7391
小行星7391（英語：7391 Strouhal）是一颗围绕太阳公转的小行星。1983年11月8日，安東寧·姆爾科斯在克列特发现了此天体。
这颗小行星的绝对星等为79.46855等。